# Хариварман IV
Хариварман IV (собственное имя — Тхань) — царь Тямпы в 1074—1081 годах, основатель IX династии. При нём после десятилетнего перерыва Тямпа возобновила уплату дани вьетскому государству Дайвьет.
Основатель новой, девятой по счёту династии тямских царей, Хариварман IV пришёл к власти около 1070 года в ходе междоусобной войны, начавшейся после разгрома и захвата в плен вьетами тямского царя Рудравармана III в 1069 году. Военные успехи вьетской армии в войне с Китаем убедили Харивармана возобновить выплату дани Дайвьету и в 1075 году, после десятилетнего перерыва, царь Тямпы направил в Дайвьет посольство с данью, затем направил ещё одно в 1077 году. Тем самым был восстановлен вассальный статус Тямпы по отношению к государству вьетов.
Хариварман был весьма воинственным правителем и особенно агрессивную политику проводил в отношении Кхмерской империи. Хариварману наследовал его брат, ставший царём под именем Парамабоддхисатва.